# Anna Maria Villalonga Fernández
Anna Maria Villalonga Fernández (Barcelona, 16 d'abril de 1959) és una escriptora catalana, crítica de literatura i cinema, traductora, investigadora i professora de literatura catalana a la Universitat de Barcelona. Dirigeix el festival Tiana Negra.

## Biografia
Llicenciada en Filologia Hispànica i Catalana (amb Premi Extraordinari de Llicenciatura), ha estat professora i investigadora de la Universitat de Barcelona. Crítica de literatura i cinema, col·labora en diversos mitjans de comunicació, i fa de divulgadora i activista literària. És membre fundadora de l'Associació en Negre per a la defensa i la promoció de la novel·la negra en català i sòcia fundadora de la societat EnVeuAlta, dedicada a la literatura en àudio. Ha publicat diversos llibres i nombrosos articles d'investigació, assaigs i edició de textos vinculats a la seva recerca acadèmica, que se centra en la literatura catalana de l'Edat moderna (sobretot el teatre del segle xviii) i la Contemporània.
Des del punt de vista creatiu, és autora de les novel·les La dona de gris (traduïda al castellà i a l'italià), El somriure de Darwin (traduïda al castellà), Els dits dels arbres i Encara maten els cavalls, així com dels volums de relats Contes per a les nits de lluna plena (traduït a l'italià) i La mala pluja. Va coordinar dues antologies de relats negres escrits per dones: Elles també maten (traduït al castellà) i Noves dames del crim. Té una llarga llista de relats publicats en revistes (tant en paper com digitals) i en antologies i reculls diversos. El relat intitulat De vegades l'atzar (dins Elles també maten) fou traduït a l’anglès (Twists of Fate) per Natasha Tanna, dins Absinthe Women’s writing in catalan, Spring, 2019.
L'any 2018 va ser designada pel Govern de la Generalitat com a Comissària de l'Any Pedrolo, que va commemorar el centenari del naixement del prolífic escriptor català Manuel de Pedrolo. Actualment forma part de la Junta de la Fundació Pedrolo.
Després de l'edició de 2019, va substituir Sebastià Benassar en la direcció del festival de novel·la negra Tiana Negra, celebrat anualment a Tiana, al qual Villalonga ha estat vinculada des dels seus inicis i del qual continua essent-ne la directora.

## Algunes obres d'assaig
- Teatre català inèdit del segle XVIII:”Examen d’un mestre sabater”. Barcelona: Reial Acadèmia de Bones Lletres de Barcelona, Series Minor 14, 2010.
- Les veus del crim, Barcelona: Editorial Alrevés, 2013.
- Pedrolo Informa (amb Anna Moreno-Bedmar i Antoni Munné-Jordà), Lleida: Pagès Ed. 2018.
- És aquí que fan comèdia? (El teatre breu català a les darreries de l'Edat Moderna), Barcelona: Edicions UB, 2023.

## Obra de creació
Novel·la
- La dona de gris. Barcelona: Llibres del Delicte, 2014.
  - La mujer de gris. (Traducció de l'autora). Barcelona: Navona Editorial, 2015.
  - La donna in grigio. (Traducció de Laura Mongiardo). Edizione della Goggia, 2018.
- El somriure de Darwin. Barcelona: Llibres del Delicte, 2017.
  - La sonrisa de Darwin (Traducció de l'autora). Barcelona: Navona Editorial, 2018.
- Els dits dels arbres. Alzira: Edicions Bromera, 2020.
- Encara maten els cavalls. Barcelona: La Campana (Penguin Random House), 2023.

Narrativa breu
- Contes per a les nits de lluna plena. Muntanyola: Apostroph, 2018.
  - Racconti per le notti di luna piena. (Traducció de Laura Mongiardo). Isenzatregua Edizioni, 2021.
- La mala pluja. Ed. Calambur-Xandri, 2022.

Conte infantil
- Les cuques de llum. Obrador Editorial, 2023 (il·lustradora Patricia Nájar)

Premis i reconeixements
- Premi Arts i Lletres de narrativa a la Memòria de Valerià Pujol amb el relat La llàgrima (2013)
- Premi Millor Novel·la VLC Negra 2015 amb La dona de gris.[8]